# Fronfeste (Mindelheim)

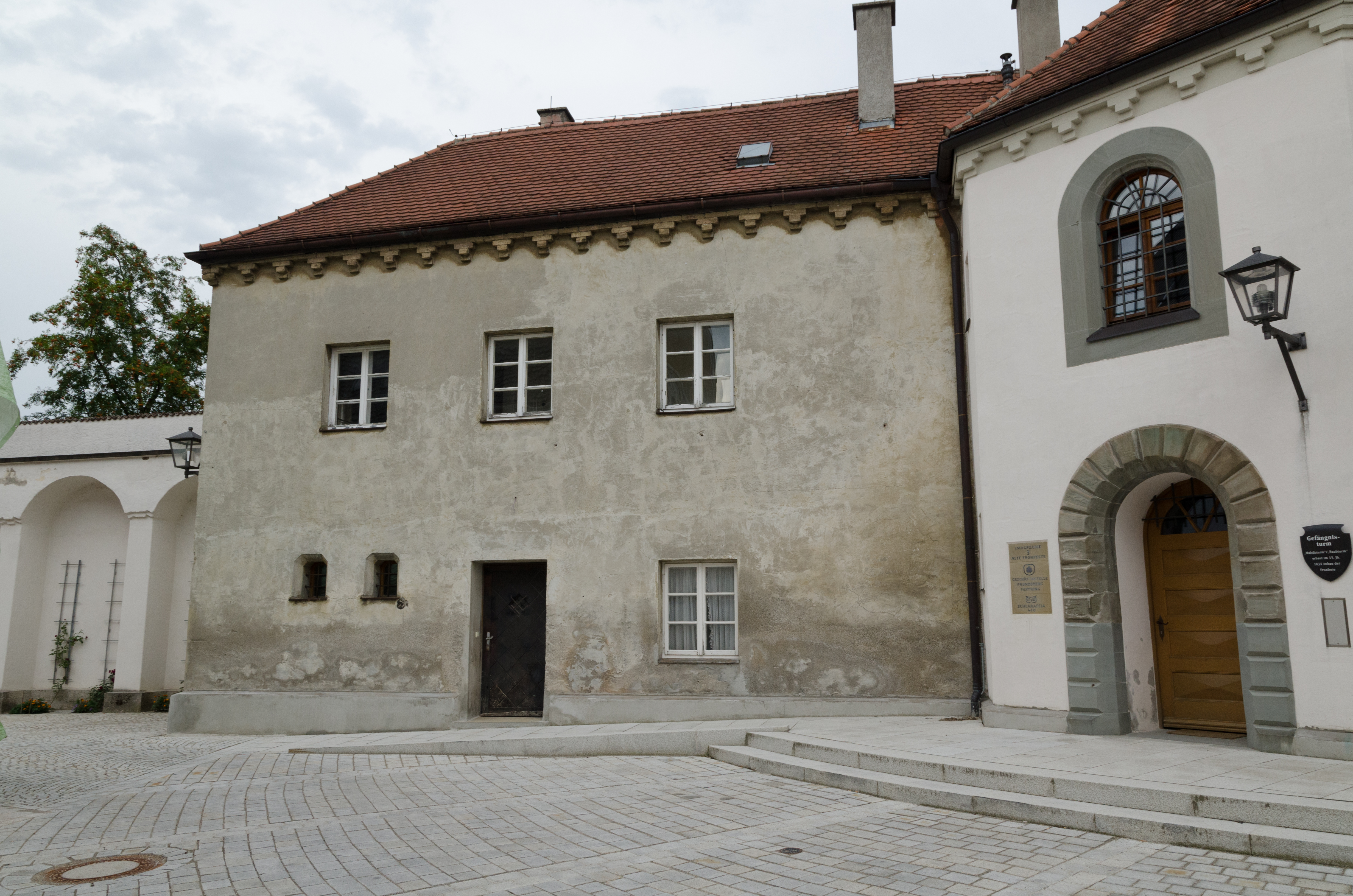
Fronfeste in Mindelheim aus dem Jahr 1834

Die ehemalige Fronfeste in der Imhofgasse 3 der Stadt Mindelheim im Landkreis Unterallgäu (Bayern) wurde 1834 als zweigeschossiger Bau errichtet und steht unter Denkmalschutz.

## Beschreibung
Das Gebäude ist in die Stadtmauer integriert und besitzt somit nur eine stadtseitige Fassade. Diese ist in schlicht quattrocentesken Formen im Stile von Festungsbauten gehalten. Der Bau besteht aus drei radial um den Gefängnisturm angeordneten Flügeln, deren Dächer an der Außenseite abgewalmt sind. Ein dreiseitig polygonaler Vorbau findet sich an der stadteinwärtsgerichteten Ecke. In dessen breiter Mittelachse ist ein rundbogiger von Sandsteinrustika gerahmter Eingang eingelassen. Oberhalb des Einganges ist ein Rundbogenfenster vorhanden. Die restlichen Fenster in unregelmäßiger Anordnung sind rechteckig und zum Teil modern. Im Nordflügel sind zwei kleine ehemalige Zellenfenster erhalten. Diese sind gefast und besitzen abgeschrägte Ecken im oberen Bereich. Ähnliche, mit Sandsteingewände umgebene Fenster, finden sich noch in der westlichen Schmalseite. Das Gebäude besitzt ein Traufgesims auf abgetreppten Backsteinkonsolen. Der kürzere, in den Graben vorspringende Südostflügel schließt dreiseitig polygonal ab. Das Innere des Gebäudes ist erneuert.

## Heutige Nutzung
Im Jahr 2000 zog der Frundsberg Festring mit seiner Geschäftsstelle in die sanierten Räumlichkeiten der Fronfeste ein. Der Verein organisiert das alle drei Jahre stattfindende Frundsbergfest in Mindelheim.